# Gabriel Geay
Pour les articles homonymes, voir Geay.
Gabriel Gerald Geay  (né le 10 septembre 1996) est un athlète tanzanien, spécialiste du marathon.

## Biographie
Il participe au Marathon masculin aux Jeux olympiques d'été de 2020 mais abandonne vers le 15e kilomètre. 
Il se classe 7e des championnats du monde 2022 avec un temps de 2 h 7 min 31 s. Le 4 décembre 2022 au cours du Marathon de Valence, il porte son record personnel sur marathon à 2 h 3 min 0 s, également record de Tanzanie.
Le 17 avril 2023, il se classe deuxième du Marathon de Boston, derrière le Kényan Evans Chebet dans une course marquée par la défaillance d'Eliud Kipchoge.

## Palmarès
- Marathon de Boston : 2e en 2023

## Records
| Épreuve       | Marque        | Lieu    | Date            |
| ------------- | ------------- | ------- | --------------- |
| Semi-marathon | 59 min 42 s   | Houston | 19 janvier 2020 |
| Marathon      | 2 h 3 min 0 s | Valence | 4 décembre 2022 |